# USS Hayler (DD-997)
USS Hayler (DDG-997) – amerykański niszczyciel rakietowy typu Spruance. Okręt planowany jako niszczyciel śmigłowcowy DDH, na skutek anulowania programu przebudowy ukończony jako klasyczny niszczyciel typu Spruance. Wszedł do służby w United States Navy w 1983 roku i został z niej wycofany w 2003 roku, po czym został zatopiony w 2004 roku jako okręt-cel.

## Historia
W ramach roku budżetowego 1978 Kongres zatwierdził budowę dodatkowych dwóch niszczycieli typu Spruance z których tylko jeden miał zapewnione finansowanie. Okręty miały zostać zbudowane jako niszczyciele śmigłowcowe DDH, a koszt ich budowy miał być porównywalny ze standardowymi jednostkami typu Spruance. Stocznia Ingalls przygotowała wstępny projekt który zakładał min. powiększenie hangaru dla dwóch SH-3 Sea King lub 4 SH-60B  i przeniesienie wyrzutni Sea Sparrow  na dach hangaru śmigłowcowego. Koszt budowy tak zmodernizowanego okrętu mieścił się w założonych limitach jednak dodatkowo należało ponieść znaczne koszty  związane z projektowaniem i  wdrożeniem do służby, co z uwagi na brak perspektyw na dłuższą serie okrętów czyniło całe przedsięwzięcie nieopłacalnym. Ostatecznie okręt miał zostać zbudowany jako standardowa jednostka typu Spruance.
Stępkę pod okręt położono 20 października 1980 w stoczni Ingalls Shipbuilding w Pascagoula w stanie Missisipi. Wodowanie okrętu miało miejsce 2 marca 1982, a oddanie do służby 5 marca 1983.
W 1991 „Hayler” wszedł do stoczni Bath Iron Works, gdzie zamontowano na jego pokładzie wyrzutnię Mk 41 mieszczącą 61 pocisków manewrujących BGM-109 Tomahawk.
We wrześniu 2001 „Hayler” wszedł w skład grupy uderzeniowej floty tworzonej przez lotniskowiec USS „Theodore Roosevelt”.
Okręt wycofano ze służby 25 sierpnia 2003. Zatonął 13 listopada 2004 wielokrotnie trafiony pociskami artyleryjskimi podczas ćwiczeń 2004 Sink Exercise.